# Campeonato Mundial de Atletismo de 2015 - 10000 m feminino
A prova dos 10000 metros feminino do Campeonato Mundial de Atletismo de 2015 foi disputada dia 24 de agosto no Estádio Nacional de Pequim, em Pequim.

## Recordes
Antes desta competição, os recordes mundiais e do campeonato nesta prova eram os seguintes:
| Tipo                  | Atleta        | Tempo    | Local  | Data                  | Ref |
| --------------------- | ------------- | -------- | ------ | --------------------- | --- |
|                       | Junxia Wang   | 29:31:78 | Pequim | 8 de setembro de 1993 | ver |
| Recorde do campeonato | Berhane Adere | 30:04:18 | Paris  | 23 de agosto de 2003  | ver |

## Medalhas
| Ouro                   | Prata              | Bronze             |
| Vivian Cheruiyot (KEN) | Gelete Burka (ETH) | Emily Infeld (USA) |

## Cronograma
Todos os horários são locais (UTC+8).
| Data         | Hora  | Evento |
| ------------ | ----- | ------ |
| 24 de agosto | 20:35 | Final  |

## Resultado final
A final ocorreu às 20:35.
| Classificação     | Atleta              | Nacionalidade          | Tempo    | Notas |
| ----------------- | ------------------- | ---------------------- | -------- | ----- |
| Medalha de ouro   | Vivian Cheruiyot    | Quênia                 | 31:41,31 |       |
| Medalha de prata  | Gelete Burka        | Etiópia                | 31:41,77 |       |
| Medalha de bronze | Emily Infeld        | Estados Unidos         | 31:43,49 |       |
| 4                 | Molly Huddle        | Estados Unidos         | 31:43,58 |       |
| 5                 | Sally Kipyego       | Quênia                 | 31:44,42 | SB    |
| 6                 | Shalane Flanagan    | Estados Unidos         | 31:46,23 |       |
| 7                 | Alemitu Heroye      | Etiópia                | 31:49,73 |       |
| 8                 | Betsy Saina         | Quênia                 | 31:51,35 | SB    |
| 9                 | Belaynesh Oljira    | Etiópia                | 31:53,01 |       |
| 10                | Susan Kuijken       | Países Baixos          | 31:54,32 |       |
| 11                | Jip Vastenburg      | Países Baixos          | 32:03,03 |       |
| 12                | Sara Moreira        | Portugal               | 32:06,14 |       |
| 13                | Kasumi Nishihara    | Japão                  | 32:12,95 |       |
| 14                | Brenda Flores       | México                 | 32:15,26 |       |
| 15                | Kate Avery          | Grã-Bretanha           | 32:16,19 |       |
| 16                | Trihas Gebre        | Espanha                | 32:20,87 |       |
| 17                | Juliet Chekwel      | Uganda                 | 32:20,95 | NR    |
| 18                | Lanni Marchant      | Canadá                 | 32:22,50 |       |
| 19                | Ana Dulce Félix     | Portugal               | 32:26,07 |       |
| 20                | Yuka Takashima      | Japão                  | 32:27,79 |       |
| 21                | Almensh Belete      | Bélgica                | 32:47,62 | SB    |
| 22                | Rei Ohara           | Japão                  | 32:47,74 |       |
| 23                | Natasha Wodak       | Canadá                 | 32:59,20 |       |
| 24                | Nazret Weldu        | Eritreia               | 35:14,18 | SB    |
|                   | Alia Saeed Mohammed | Emirados Árabes Unidos | DNF      |       |

Legenda
| Recorde mundial       | Recorde mundial (World record)               |                       | Recorde africano                      | Recorde africano (African) |                                           | Q | Classificado por posição (Qualified) |
| Recorde do campeonato | Recorde do campeonato (Championship record)  | Recorde da América    | Recorde da América (Americas)         | q                          | Classificado por melhor tempo (Qualified) |   |                                      |
| Melhor marca do ano   | Melhor marca do ano (World leading)          | Recorde asiático      | Recorde asiático (Asian)              | DNS                        | Não largou (Did not start)                |   |                                      |
| Recorde nacional      | Recorde nacional (National record)           | Recorde europeu       | Recorde europeu (European)            | DNF                        | Não terminou (Did not finish)             |   |                                      |
| Recorde pessoal       | Recorde pessoal do atleta (Personal best)    | Recorde da Oceania    | Recorde da Oceania (Oceania)          | DSQ / DQ                   | Desclassificado (Disqualified)            |   |                                      |
| Recorde da temporada  | Recorde da temporada do atleta (Season best) | Recorde sul-americano | Recorde sul-americano (South America) | NM                         | Sem marca (No mark)                       |   |                                      |